# Uniwersytet Libański
Uniwersytet Libański (arab. ‏الجامعة اللبنانية‎, fr. Université Libanaise – UL) – największa, państwowa uczelnia wyższa w Libanie, założona na początku lat 50. XX wieku.

## Wydziały
- Wydział Literatury i Nauk Humanistycznych
- Wydział Prawa, Administracji i Nauk Politycznych
- Wydział Nauk Ścisłych
- Instytut Nauk Społecznych
- Instytut Sztuki
- Wydział Pedagogiki
- Wydział Dziennikarstwa
- Wydział Zarządzania i Nauk Ekonomicznych
- Wydział Rolnictwa
- Wydział Inżynierii
- Wydział Zdrowia Publicznego
- Wydział Farmacji
- Wydział Medycyny
- Szkoła Dentystyczna
- Wydział Turystyki i Hotelarstwa
- Instytut Nauk Ekonomicznych
- Akademicki Instytut Technologii

## Współpraca międzynarodowa
Uniwersytet Libański jest członkiem m.in. Międzynarodowego Stowarzyszenia Uniwersytetów (IAU), Stowarzyszenia Uniwersytetów Arabskich (AAU), Federacji Uniwersytetów Świata Islamu (FUIW) oraz Unii Uniwersytetów Śródziemnomorskich (UNIMED). 